# Фрипорт (Иллинойс)
Фри́порт — город в штате Иллинойс, США.
Население — 24 299 человек (по данным на конец 2008 года).

## История
Город был основан в 1827 году. Название получил благодаря щедрости своего основателя — Уильяма Тутти Бейкера, который организовал бесплатную пристань и паромную переправу на берегу реки Пекатоника (англ. free port — «бесплатный порт или переправа»). Будучи соединённым дорогой с Чикаго, город рос достаточно быстро и к 1853 году его население выросло до 2000 человек. К этому времени в городе было здание суда, школа и выходило три газеты — две на английском и одна на немецком языке.
У Фрипорта есть прозвище — «город бретцелей». Это напоминание об этнических особенностях города: в конце 1850-х годов из Пенсильвании и из самой Германии в Иллинойс переселилось довольно много немцев, которые и привезли с собой любовь к этим кондитерским изделиям. С этого времени во Фрипорте активно начало развиваться хлебопекарное производство.

## Демография[5]
Ниже приведены данные по динамике роста населения Фрипорта с шагом в 10 лет.
1890 — 10 189 

1900 — 13 258 

1910 — 17 587 

1920 — 19 669 

1930 — 22 045 

1940 — 22 368 

1950 — 22 467 

1960 — 26 628 

1970 — 27 736 

1980 — 26 266 

1990 — 25 840 

2000 — 26 443 

2008 — 24 299

### Известные люди
- Джимми Мэттерн — авиатор, конструктор, испытатель самолётов Lockheed P-38 Lightning
- Калиста Флокхарт — актриса кино и телевидения
- Корки Хейл — джазовый музыкант, продюсер
- Джеральд Макклеллан